# Coverversion
Eine Coverversion, auch Cover, ist in der Musik die Interpretation eines Musikstücks durch einen anderen als den erstaufführenden Musiker. Wenn ein anderer Text zur selben oder zu einer ähnlichen Melodie entstanden ist, spricht man von einer Kontrafaktur.

## Begriffsabgrenzung
Grundsätzlich abzugrenzen von der Coverversion sind:
- das Remake, eine Neuinterpretation durch denselben Interpreten
- das Medley und das Potpourri, bei denen jeweils nur mehrere Sequenzen verschiedener Kompositionen zu einer neuen Komposition arrangiert werden (zum Beispiel in Liedern des niederländischen Musikprojektes Stars on 45)
- das Zitat (Musikzitat), das nur Elemente eines anderen Stückes aufgreift und darauf im Kontext auf eine originäre, kreative Leistung verweist (zum Beispiel in Beatle Bones and Smokin’ Stones von Captain Beefheart)
- die Adaption, bei der ganze Musikstücke oder Teile davon in eine andere Komposition übertragen werden beziehungsweise Teile eines Musikstückes als Jingle für werbliche Zwecke neu arrangiert werden (zum Beispiel die Werbemusik aus der Werbung für das Haarshampoo Gard Ende der 1970er-Jahre als Adaption des ABBA-Liedes Move On).
- die Paraphrase, die ein eigenständiges Stück ist, aber sich durch umfangreiche Referenzen an eine Epoche, einen Interpreten oder ein Stück daran abarbeitet
- das Plagiat, das ein Musikstück nachahmt, ohne den Urheber zu nennen, und damit den Eindruck der Originalität erweckt (zum Beispiel My Sweet Lord von George Harrison, ein – laut Harrison „unbewusstes“ – Plagiat von He’s So Fine der Chiffons).
- Beim Remix werden die einzelnen Stimmen beziehungsweise Tonspuren einer bestehenden Aufnahme neu abgemischt. Hierbei bleibt es in der Regel bei der bereits vorhandenen ersten Aufnahme, sodass kein neuer Tonträger und dementsprechend auch kein weiteres Tonträgerherstellerrecht nach § 85 UrhG entsteht. Beim Remix wird zumeist eine Originalaufnahme mit neuen Spuren unterlegt und ist damit eine Bearbeitung der Originalaufnahme. Der Urheber (insbesondere Komponist, Texter) beziehungsweise stellvertretend sein Musikverlag muss deshalb nach seinem Einverständnis gefragt werden. Da die Originalaufnahme verwendet wird, bedarf es auch der Genehmigung der Plattenfirma, die den Originaltitel veröffentlicht hat.
- Ein Mashup, bei dem die Instrumental- bzw. Gesangsspur mit Tracks anderer Künstler ähnlich wie in einer Collage gekreuzt wird.
- das Instrumentalstück, bei dem ein anderer Künstler das Originalstück ausschließlich als instrumentale Version – also ohne Text und Gesang – spielt.

## Rechtsfragen
Coverversionen sind Gegenstand des Urheberrechts, das in Deutschland im Urheberrechtsgesetz (UrhG) kodifiziert ist. Rechtlich ist die Coverversion stets eine „andere Umgestaltung“ im Sinne des § 23 UrhG, selbst wenn sie originalgetreu nachgespielt wird. Der Bundesgerichtshof bezeichnet als Coverversion die Neueinspielung einer Bearbeitung eines Originalwerkes, während die Musikindustrie in der Coverversion die erneute Produktion und Veröffentlichung
eines vorbestehenden und bereits veröffentlichten Musikwerkes sieht. Bei einer Coverversion handelt es sich im Idealfall nicht um eine Bearbeitung, sondern um eine werkgetreue Verwertung des Originals. Die Rechte auf Verwertung einer Coverversion können von der Verwertungsgesellschaft des Originals eingeholt werden. Geringfügige Veränderungen durch ein anderes Arrangement sind vom Nutzungszweck des § 39 Abs. 2 UrhG gedeckt. Erhebliche Veränderungen hingegen sind Bearbeitung oder andere Umgestaltung. Ein deutscher Liedtext zu einem fremdsprachigen Original ist Bearbeitung.
Urheberrechtlich von Bedeutung ist die Frage, ob die neue Version eine nahezu vollständige Übereinstimmung mit dem Original darstellt oder ob eine eigene schöpferische Leistung vorliegt. Im letzten Fall handelt es sich musikalisch nicht um eine Coverversion, sondern eine Bearbeitung nach § 3 UrhG. Wird die Version schließlich öffentlich wiedergegeben oder auf Tonträger vervielfältigt, entsteht ein geschützter Vergütungsanspruch des Urhebers. War das Original veröffentlicht und bei einer Verwertungsgesellschaft (in Deutschland: GEMA) registriert, ist kein Einverständnis des Urhebers des Originals erforderlich; die Anmeldung der wiedergegebenen Coverversion bei der Verwertungsgesellschaft genügt. Der Musikverlag des Urhebers muss nur dann genehmigen, wenn eine Bearbeitung mit einem eigenständigen schöpferischen Anteil durch Veränderungen der melodisch-harmonischen Form und/oder des Textes vorgenommen wurde. Dann nämlich weist die neue Version eine genehmigungspflichtige Schöpfungshöhe auf. Der BGH hat die branchenübliche Verwendung des Begriffs Coverversion für die Fälle der Neueinspielung einer Bearbeitung eines Originalwerkes übernommen und spricht von der bloßen Interpretation eines Originalwerkes, welches im Rahmen der Neueinspielung in seiner Substanz unberührt bleibt, sodass eine Bearbeitung im urheberrechtlichen Sinne nicht vorliegt. Ein Musikteil genießt nach ständiger Rechtsprechung des BGH (nur) dann Urheberrechtsschutz nach § 2 UrhG, wenn es als solches die Schutzvoraussetzungen des Gesetzes erfüllt, also für sich allein die notwendige Individualität als eigentümliche geistige Schöpfung aufweist. Wenn der Refrain infolge einer in der Popularmusik ungewöhnlichen Phasenverschiebung eine unregelmäßige Melodie habe und damit eine individuelle ästhetische Ausdruckskraft erhalte, dann liege darin die schöpferische Eigentümlichkeit bei Musikwerken. Das zeige sich auch für den Laien auf dem Gebiet der Musik darin, dass er diese Melodie beim abermaligen Hören als bekannt erfasse und dem Komponisten zuordne. Bei Musikwerken stellt die Rechtsprechung geringere Anforderungen an diese Schöpfungshöhe nach dem Grundsatz der sogenannten „kleinen Münze“.
Coverversionen müssen erkennbar auf das zugrunde liegende Original durch Nennung des Urhebers und Musikverlages Bezug nehmen. Verletzungen des Namensnennungsrechts treten eher in dem Bereich auf, wo die Abhängigkeit des Werkes von einem bestimmten vorbestehenden Werk bezweifelt wird. Fehlt es an der pflichtgemäßen Angabe der Originalquelle, liegt ein rechtswidriges Plagiat vor.

## Problem der Abgrenzung vom Original

Conway Twitty – Lonely Blue Boy

Die musikologische Abgrenzung von Original und Coverversion fällt nicht immer leicht. Das Original ist die Erstfassung einer bisher noch nicht produzierten Komposition, die zeitlich als erste Version aufgenommen wurde. Genau genommen entscheidet musikologisch – anders als im Urheberrecht – das Aufnahmedatum einer Komposition und nicht deren Veröffentlichungsdatum darüber, ob ein Original oder eine Coverversion vorliegt. Dadurch ist es theoretisch möglich, dass ein zeitlich früher veröffentlichter Song später aufgenommen wurde als eine später veröffentlichte Version; die später veröffentlichte Version ist damit jedoch das Original. Oft liegen die exakten Daten nicht vor, sodass es ohne weitere Information offenbleiben muss, welche Version als Original zu klassifizieren ist.
Ein Beispiel für die schwierige Abgrenzung liefert Conway Twitty mit seinem Hit Lonely Blue Boy (MGM #12857), der am 11. November 1959 aufgenommen und am 21. Dezember 1959 veröffentlicht wurde; der Song erreichte einen sechsten Platz der Pop-Charts. Dadurch wurde er der Öffentlichkeit bekannt und das Original Conway Twitty als Interpreten zugeschrieben. Komponiert von Fred Wise und Ben Wiseman, wurde der Song jedoch bereits am 23. Januar 1958 von Elvis Presley als „Danny“ aufgenommen und lediglich im Film King Creole verwendet, der am 2. Juli 1958 in den USA in die Kinos kam. Eine Tonträgerveröffentlichung hiervon wurde jedoch erst posthum am 1. Dezember 1978 auf der LP A Legendary Performer Vol. 3 („includes 8 previously unavailable performances“) vorgenommen. Die Beweisführung, dass damit Elvis Presley das Original gesungen hat, wird durch den unterschiedlichen Titel erschwert.

## Formen
Oft werden erfolgserprobte Originalvorlagen ausgewählt, gelegentlich auch völlig unbekannt gebliebene Songs, die erst in der Coverversion zu Erfolg kommen.

### Wiedererkennbarkeit
Es gibt sowohl Coverversionen, die sich im Arrangement und Sound streng an das Original halten, als auch Versionen, die kaum wiederzuerkennen sind.
Zu ersterer Form gehört Chubby Checkers Version von The Twist, dessen Original von Hank Ballard komponiert wurde und am 11. November 1958 aufgenommen worden war. Checkers Version, die im Jahre 1960 aufgenommen wurde, wies derart frappierende Ähnlichkeiten mit dem Original auf, dass Hank Ballard beim Radiohören dachte, es sei sein Stück. Checkers Version war identisch in Tonhöhe, Rhythmus und Gesang. Während das Original – zumal B-Seite – unterging, entwickelte sich Checkers Coverversion zum Millionenseller.

Vanilla Fudge – You Keep Me Hangin’ On

You Keep Me Hanging On stammte im Original von den Supremes, die den temporeichen Song mit der typischen Rimshot-Technik am 30. Juni und 1. August 1966 aufnahmen und am 12. Oktober 1966 (Motown #1101) veröffentlichten. Das Stück weist sämtliche Charakteristika des Motown-Sounds auf, ist mit einer Spieldauer von 2 Minuten 47 – wie alle Motown-Singles jener Zeit – zum Airplay prädestiniert und erreichte den ersten Platz der Pop-Charts.
Vanilla Fudge brachte am 5. Juni 1968 eine völlig gegensätzliche Version heraus, die kaum noch Gemeinsamkeiten mit dem Original aufwies. Der Sound hat psychedelische Ansätze, der Rhythmus ist bis zum „traumatischen Zeitlupentempo“ heruntergeschraubt, garniert mit „zerdehnten Gitarrenbreaks“ und bis an die „Grenze der psychischen Erträglichkeit“ verfremdet. Eine auf 2 Minuten 50 heruntereditierte Spieldauer besaß die von George „Shadow“ Morton produzierte Single (Atco #6590), während dieses Stück auf der zuvor im September 1967 erschienenen LP Vanilla Fudge eine Dauer von 7 Minuten 20 hatte (aufgenommen in nur einem Take). Die Single erreichte einen sechsten Platz der Pop-Hitparade.
Kim Wilde gelangte im Juni 1987 mit ihrer im Vorjahr aufgenommenen und veröffentlichten Version, wie schon die Supremes, auf Platz eins der US-Charts.

### „Schwarze“ Originale
Viele Kompositionen afroamerikanischer Musiker (Blues, R&B, Doo Wop) wurden von weißen Interpreten – oft mit „bereinigten“ Texten – gecovert, um damit in der Pop-Hitparade erfolgreich zu sein. Der Erfolg des Covers ermöglichte es oft dem Original, aus den Rhythm-&-Blues-Charts in die Pop-Hitparade zu gelangen.
Elvis Presley übernahm am Anfang seiner Karriere einen Bluessong, der im Original von Willie Mae „Big Mama“ Thornton stammte. Diese hatte Hound Dog am 13. August 1952 für Peacock Records (#1612) aufgenommen und erreichte nach der Erstveröffentlichung im Januar 1953 den ersten Rang der Rhythm-&-Blues-Hitparade. Mit 500.000 Exemplaren verkaufte sich das Original nicht schlecht; die am 2. Juli 1956 von Presley aufgenommene Fassung jedoch ging sechs Millionen Mal über die Ladentheke.

Penguins – Earth Angel
Crew Cuts – Earth Angel
Fats Domino – Ain’t It a Shame
Pat Boone – Ain’t That a Shame

Insbesondere zwei Labels, nämlich Dot Records mit Pat Boone und Coral Records mit den McGuire Sisters, hatten sich dieser Strategie verschrieben. Diese Praxis begann etwa mit Sh-Boom, das im Original im Juni 1954 von den Chords veröffentlicht worden war, bis zum zweiten Rang der R&B-Charts vordrang und knapp 400.000 Exemplare verkaufte. An diesem Erfolg sollten die weißen Crew-Cuts teilhaben und brachten ihrerseits im Juni 1954 ihre Version auf den Markt, die für sieben Wochen den ersten Rang der Pop-Hitparade belegte und 1,5 Millionen Exemplare verkaufte. Das gelang auch Pat Boone mit Ain’t That a Shame. Das Original war von Fats Domino am 15. März 1955 in Cosimo Matassas Studio aufgenommen worden und hatte sich nach Veröffentlichung im April 1955 zum Millionenseller entwickelt. Dot Records zog nach und veröffentlichte bereits im Juni 1955 die Coverversion, von der ebenfalls über eine Million Platten verkauft wurden. Während Boones Version mühelos den ersten Rang der Pop-Charts erklomm, musste sich Fats Domino mit dem zehnten Platz begnügen.

### Deutsche Schlager als Coverversion
Deutschsprachige Schlager benutzten häufig angloamerikanische Titel oder Originale aus anderen europäischen Staaten, um mit einem deutschen Text den heimischen Markt zu erschließen. Diese Strategie wurde bereits seit Gründung der deutschen Plattenindustrie angewandt und kam mit Wochenend und Sonnenschein von den Comedian Harmonists zur vorläufigen Blüte. Von den Harmonists aufgenommen am 22. August 1930, handelte es sich um eine Version von Happy Days Are Here Again, das am 20. November 1929 von Leo Reismans Orchester aufgenommen wurde.
Einen weiteren Höhepunkt dieser Übernahmen gab es in den 1960er- und 1970er-Jahren, blieb aber weder auf diese Zeitspanne beschränkt, noch auf das klassische „Schlager“-Genre: So deutschten z. B. noch 1987 auch Die Ärzte einen Hit von The Bangles zu Geh’n wie ein Ägypter ein. Die kommerziell erfolgreichste Zeit für deutsche Coverversionen in (West-)Deutschland waren jedoch eindeutig die 1970er Jahre, zum Beispiel Stücke wie Himbeereis zum Frühstück von Hoffmann & Hoffmann und Ein Bett im Kornfeld von Jürgen Drews. Diese Strategie, englischsprachige Originale als deutsche Fassung zu präsentieren, wurde ab 1956 intensiviert. Ein erster Erfolg war Freddy Quinn beschieden, der mit Heimweh nach Veröffentlichung im Mai 1956 zwei Millionen Platten umsetzte und damit Memories Are Made of This von Dean Martin übertraf, der hiermit im November 1955 über eine Million Platten verkaufte. Erfolgreich war auch Fred Bertelmann mit dieser Strategie, denn sein Lachender Vagabund verkaufte nach Veröffentlichung im Februar 1957 mit 3,5 Millionen Exemplaren mehr Platten als das Original von Jim Lowe, das im April 1953 erschienen war.
Die deutschen Texte vieler Stücke stehen inhaltlich in keinerlei Zusammenhang mit den ursprünglichen englischsprachigen Originalen. Hierbei kommt es oft zu kuriosen Versionen: Beispielsweise basiert Cindy & Berts Der Hund von Baskerville auf Black Sabbaths Paranoid. Dies kam mitunter auch dann vor, wenn der Originalinterpret selbst die deutsche Fassung übernahm – oft ohne selbst zu wissen, was er sang –, wie Sandie Shaw, die ihr Puppet on a String als Wie ein Wiedehopf im Mai auf Deutsch sang.

### Internationale Coverversionen deutscher Lieder
Englischsprachige Versionen erfolgreicher deutscher Lieder sind deutlich seltener. Einige Künstler haben selbst englischsprachige Versionen ihrer deutschen Titel veröffentlicht, die somit nicht als Coverversionen im eigentlichen Sinne gelten können: Beispielsweise Peter Maffay (You (Du)), Falco (Der Kommissar, Rock Me Amadeus), Herbert Grönemeyer, Nena, (99 Luftballons, Irgendwie, irgendwo, irgendwann), Nicole (Ein bißchen Frieden), Peter Schilling (Major Tom), Trio (Da da da) sowie die Münchener Freiheit (Everytime (Ohne dich (schlaf ich heut Nacht nicht ein)) oder All I Can Do (Tausendmal du)).
Reinhard Meys Ballade Über den Wolken wurde von Texas Lightning unter dem Titel Over the Mountains ins Englische übertragen. Chris de Burgh veröffentlichte 2011 mit Seven Bridges von dem Karat-Hit Über sieben Brücken mußt du gehn eine internationale Version. Auch Mit 66 Jahren von Udo Jürgens wurde von Chris de Burgh in eine englische Version überführt. Darüber hinaus existiert eine norwegischsprachige Version, die von Wencke Myhre gesungen wird. Ebenso wurde Jürgens’ Lied Der Teufel hat den Schnaps gemacht in einer englischsprachigen Version von Santiano interpretiert. Das Lied Was ich dir sagen will (Musik: Udo Jürgens, Text: Joachim Fuchsberger) wurde mit anderem Inhalt ins Japanische übersetzt. Wakare no asa gelangte an die Spitze der dortigen Hitparade. Die Punkband Goldfinger coverte 2000 für ihr Album Stomping Ground Nenas 99 Luftballons in der englischsprachigen Version, jedoch mit einer deutschsprachigen Strophe.

### Italienische, französische oder spanische Originale
Deutsche oder englischsprachige Coverversionen entstanden immer wieder von italienischen oder französischen Originalen. André Claveau brachte im Jahre 1950 sein Chanson Cerisier rose et pommier blanc heraus (für den Texter Jacques Larue [Musik von Luis Guglielmi] waren Kirschblüten rosa und Apfelblüten weiß), an dessen Titel sich Cherry Pink and Apple Blossom White in der am 23. August 1954 aufgenommenen Fassung des Mambo-Orchesters Pérez Prado hielt, sich im März 1955 für zehn Wochen am ersten Platz festsetzte und zum Millionenseller entwickelte.
Nicht immer war die Übersetzung so nah am Original wie bei diesem Stück. Anna Identici präsentierte im Februar 1968 (Ariston #AR0242) den Originaltitel von Quando m’innamoro (Musik: Roberto Livraghi, Text: Mario Panzeri, Daniele Pace) auf dem Sanremo-Festival, wo sie hiermit den sechsten Platz belegte. Am 10. März 1968 nahm Engelbert Humperdinck mit einem englischen Text von Barry Mason den Song mit dem Titel A Man Without Love auf. Der im April 1968 veröffentlichte Titel erreichte einen zweiten Rang der britischen Charts.
Aus dem spanischen Nummer-eins-Hit El chico de la armónica von Micky vom März 1972 titulierte man Der Junge mit der Mundharmonika, den auch Bernd Clüver nach Veröffentlichung im Februar 1973 zur deutschen Nummer eins führte und zwei Millionen Mal verkaufte.

### Beatmusik
Insbesondere während der Anfangsphase der Beatmusik war es nicht ungewöhnlich, dass Bands ihre Karriere mit Coverversionen ihrer Vorbilder begannen. Beste Beispiele sind die Gruppen The Beatles und The Rolling Stones, die beide zahlreiche Stücke Chuck Berrys und von Blueskomponisten im Repertoire hatten. Häufig wurden auch gezielt Coverversionen lanciert, um deren Originalinterpreten und Autoren zu größerer Popularität zu verhelfen. So wurde etwa der Song Blowin’ in the Wind von Bob Dylan zunächst in der Version von Peter, Paul and Mary ein Hit, bevor seinem Autor der Durchbruch gelang. In den 1960er-Jahren war es auch üblich, dass britische Interpreten für den britischen Markt die Stücke coverten, die zuvor in den USA von amerikanischen Interpreten auf den US-Markt gebracht wurden. Ein Beispiel hierfür ist Bend Me, Shape Me von den American Breed, das in seiner britischen Version der Amen Corner lediglich ein halbes Jahr später im Juni 1968 veröffentlicht wurde. Konnte der Millionenseller der American Breed der britischen Amen Corner nicht verborgen bleiben, so war dies bei Wild Thing von der amerikanischen Gruppe Wild Ones allerdings der Fall. Als deren Original am 1. November 1965 erschien, blieb es ohne Hitparadenresonanz und geriet in Vergessenheit. Erst als die britische Band The Troggs diese frühe Punk-Produktion im Februar 1966 aufgriff, wurde ein Millionenseller daraus.

### Erfolgreicher als das Original
In einigen Fällen wurden Coverversionen sogar erfolgreicher als die Originalaufnahmen, wie etwa All Along the Watchtower, das im Original von Bob Dylan stammt, der jedoch für spätere Liveversionen das Arrangement der Coverversion von Jimi Hendrix übernahm, oder I Will Always Love You von Whitney Houston, das im Original von Dolly Parton stammt; ebenso Without You von Mariah Carey, im Original von der Gruppe Badfinger. Ein weiteres Beispiel ist Black Magic Woman, im Original von Fleetwood Mac, die weitaus bekanntere Version des Liedes stammt aber von Santana. I Love Rock ’n’ Roll von Joan Jett war ursprünglich die B-Seite einer Single der Band Arrows. Der in Deutschland kommerziell erfolgreichste Song Fernando der schwedischen Popgruppe ABBA war ursprünglich für Anni-Frid Lyngstads Solo-Album Frida ensam geschrieben worden. Für Deutschland wäre hier Über sieben Brücken musst du gehn zu nennen, das Peter Maffay 1980 von der DDR-Band Karat coverte.
Einige Stücke und Komponisten werden immer wieder gecovert, so etwa die Cat-Stevens-Songs The First Cut Is the Deepest (beispielsweise von Rod Stewart oder Sheryl Crow) und Father and Son (Coverversion zum Beispiel von Ronan Keating). Teilweise sind diese Versionen bekannter als das Original, etwa Sinéad O’Connors Version von Prince’ Nothing Compares 2 U, Leona Lewis’ Version von Run, das von Snow Patrol stammt, oder Janis Joplins Fassung von Kris Kristoffersons Titel Me and Bobby McGee. Dies geht zuweilen so weit, dass die Coverversion für das Original gehalten wird. So ist z. B. weitgehend unbekannt, dass Sailing, einer der größten Hits von Rod Stewart, in dessen Version auch eine Coverversion ist. Das Original von Sutherland Brothers & Quiver ist so gut wie unbekannt. Zeitweise hatte auch Joe Cockers Version von With a Little Help from My Friends mindestens den Bekanntheitsgrad des Originals der Beatles erreicht.

## Coverversionen als humoristische Lieder
Ab Mitte der 1970er-Jahre wurden regelmäßig Coverversionen erfolgreicher Kompositionen mit humoristischen deutschsprachigen Liedtexten veröffentlicht, die mitunter beachtliche Charterfolge erreichten:
So veröffentlichte beispielsweise 1975 der niederländische Showmaster Rudi Carrell zu der Melodie des Songs City of New Orleans des US-amerikanischen Folksängers Steve Goodman aus dem Jahre 1971 das Lied Wann wird’s mal wieder richtig Sommer? in einer Schlager-Version. Drei Jahre später erreichte Carrell mit dem Titel Goethe war gut sogar Platz neun der deutschen Charts. Das Lied entstand im Original bereits in den 1920er-Jahren unter dem Titel Sweet Violets von Bernie Schultz & His Crescent Orchestra und wurde unter gleichem Titel vor allem 1951 durch die erfolgreiche US-amerikanische Sängerin Dinah Shore bekannt.
1976 wurde aus dem Lied Ein Bett im Kornfeld von Jürgen Drews durch Fips Asmussen die Blödelversion Ein Korn im Feldbett und 1978 entstand aus dem Lied You’re the One That I Want  von John Travolta und Olivia Newton-John aus dem Film Grease die Version Du, die Wanne ist voll, die Dieter Hallervorden im Duett gemeinsam mit Helga Feddersen interpretierte. Wolfgang Petry coverte 1978 mit Gianna (Liebe im Auto) den Song Gianna des italienischen Liedermachers Rino Gaetano. Für Petry war das Lied mit Platz 17 in den deutschen Single-Charts einer seiner ersten größeren Hits. Der erfolgreichste Titel der US-amerikanischen Band Village People Y.M.C.A. aus dem Jahr 1978 wurde nach seiner Veröffentlichung mehrfach als Parodie gecovert. Einer der bekanntesten Versionen ist das Lied L. M. A. A. aus dem Jahr 1979 von Günter Willumeit. Dieter Hallervorden veröffentlichte 1980 mit Punker Maria eine Coverversion des Liedes Santa Maria. Im Jahr darauf nahm auch Mike Krüger eine Blödelversion des Liedes unter dem Titel Sand da Maria auf. Eine weitere bekannte Coverversion produzierte Krüger 1984 mit Jenseits vom Tresen in Anlehnung an den Schlager Jenseits von Eden, den Nino de Angelo kurz zuvor als Coverversion des Songs Guardian Angel sehr erfolgreich in den Hitparaden platzierte. Große Charterfolge hatte auch Frank Zander 1981 als „Fred Sonnenschein und seine Freunde“ mit dem Titel Ja, wenn wir alle Englein wären (Original: Dance Little Bird („Ententanz“) von den Electronica’s) und ein Jahr später solo mit dem Lied Da da da ich weiß Bescheid, du weißt Bescheid, das eine Coverversion des weltweit erfolgreichen Liedes Da Da Da... der NDW-Band Trio ist. Die Parodie des Songs Pump Up the Jam von Raymund Thielcke alias Werner Wichtig Pump ab das Bier aus dem Jahr 1989 war in den deutschen Charts sogar erfolgreicher als das Original.
2002 wurde The Ketchup Song der spanischen Girlgroup Las Ketchup zeitnah von der Radio-Comedy Die Gerd Show in der Coverversion Der Steuersong veröffentlicht. Original und Parodie hielten sich kurz nacheinander jeweils sieben Wochen auf dem ersten Platz der deutschen Charts.

## Coverversionen durch Sampling seit den 1990er Jahren
In den 1990er-Jahren entstanden durch Sampling neue Formen der Coverversion, die besonders vertraute Popmusik der 1970er und 1980er mit hohem Wiedererkennungswert nutzten. Musikologisch mag man Sampling noch als Coverversion betrachten, rechtlich wird meistens Bearbeitung vorliegen. Während die Samples in Europa besonders häufig mit Dance-Beats unterlegt wurden, kombinierten amerikanische Hip-Hop-Produzenten prominente Samples mit neuen Rap-Texten. Ein Beispiel hierfür ist der Song He Got Game von der Gruppe Public Enemy (1998), dessen Musik von dem Buffalo-Springfield-Song For What It’s Worth (1967) stammt, wobei Stephen Stills, der Autor des Originals, die markanten Gitarrenparts für die Coverversion neu einspielte.
Die Intention verschob sich aber von einer rein künstlerischen stark zu einer rein kommerziellen Angelegenheit. Vielfach wurden die bekannten, eingängigen alten Melodien mit einer Bassspur und monotonem, oftmals mit dem Computer verfremdeten, Gesang unterlegt. Vor allem im Dance- und Hands-up-Bereich beschränken sich viele Interpreten darauf, lediglich alte Titel unterschiedlichster Interpreten und Jahrzehnte neu aufzulegen. Beispiele hierfür sind etwa Novaspace, Groove Coverage oder Jan Wayne. Oftmals haben diese Coverversionen mit den Originalen nur noch wenig gemeinsam, zum Beispiel der im Original von Alice Cooper gesungene und später von Groove Coverage gecoverte Titel Poison.
Eine besonders wichtige Motivation für Coverversionen ist das wirtschaftliche Interesse. An Coverversionen verdienen nicht nur Interpreten, Produzent und Musiklabel der neuen Version, sondern auch die Autoren und der Musikverlag des gecoverten Werks. Der kommerzielle Hintergedanke von Coverversionen spielte zwar schon immer eine Rolle, aber besonders seit den späten 1990er-Jahren lässt sich vermehrt ein „Ausschlachten“ der Originale beobachten. Vor allem die Anzahl an gecoverten Titeln im Vergleich zu neuen Liedern nahm wieder zu. Waren in den 1980er-Jahren hin und wieder einmal einzelne Coverversionen älterer Titel in den Charts (zum Beispiel You Keep Me Hangin’ On von Kim Wilde), wurde vor allem zu Beginn des 21. Jahrhunderts eine gewisse Anzahl an Coverversionen in den Charts zur Regelmäßigkeit. So waren am 3. September 2001 beispielsweise sieben Titel der in den Top-10 der deutschen Singlecharts platzierten Lieder Coverversionen.

## Ungewöhnliche Coverversionen
Seit Beginn der Punk- und Post-Punk-Musik haben Bands klassische Rock- und Popsongs auf ihre Weise gecovert, dekonstruiert und neu interpretiert. Ein Beispiel ist (I Can’t Get No) Satisfaction, im Original von den Rolling Stones, in der Version von Devo. Die neu arrangierten Stücke klingen oft lauter (voluminöser), schneller und härter als die Originale. Viele Punk-Coverversionen beinhalten kleine Ska-/Reggaeparts. In den 1980er-Jahren veröffentlichten erfolgreiche Bands wie Heaven 17, Siouxsie and the Banshees und andere Alben, die ausschließlich Coverversionen enthielten. Die Toten Hosen coverten oder bearbeiteten zahlreiche Musikstücke.
Seit Anfang des 21. Jahrhunderts ist es populär geworden, bekannte Hits in ein anderes musikalisches Genre zu übertragen. So gibt es eine Reihe Bands, wie etwa die Berliner The BossHoss oder Texas Lightning, die Pop-Hits im Country-Musik-Stil spielen, Heavy-Metal-Klassiker werden von den Schweden Hellsongs im Easy-Listening- und Pop-Stil, von den Italienern Driving Mrs.Satan im Indie-Rock-Stil interpretiert, die französische Band Nouvelle Vague überträgt New-Wave-Songs zu Bossa Nova, der amerikanische Sänger Richard Cheese spielt Pop, Hip-Hop und Metal als Swing- beziehungsweise Lounge-Musik, die Briten Ten Masked Men verwandeln Popsongs in Death Metal und Me First and the Gimme Gimmes Lieder verschiedenster Arten in Punkmusik. Bereits 1996 erregten The Mike Flowers Pops Aufsehen mit Easy-Listening-Versionen von Rocksongs wie Wonderwall von Oasis und Light My Fire von The Doors. Weitere Beispiele sind die Punkrock-Version des Chansons Comme d’habitude durch Sid Vicious und die Bluesrock-Version der US-amerikanischen Nationalhymne Star-Spangled Banner durch Jimi Hendrix.

## Rekorde
Laut dem Guinness-Buch der Rekorde ist Yesterday von den Beatles mit über 1600 Versionen zwischen 1965 und 1985 das bislang am häufigsten auf Tonträgern gecoverte Lied. Die BMI geht davon aus, dass der Song weltweit über sieben Millionen Mal aufgeführt worden ist. In Fachkreisen besteht zudem weitgehende Einigkeit, dass Summertime von George Gershwin mit etwa 2600 Versionen ebenfalls zu den am meisten gecoverten Songs der Popmusik zu rechnen ist. Die Überprüfung solcher Rekorde gestaltet sich schwierig, da als einzige Quelle die Verwertungsgesellschaft zur Verfügung steht. Die für Yesterday zuständige britische Performing Right Society (PRS) ist hierbei jedoch nicht transparent.